# Yukito Ayatsuji
Yukito Ayatsuji, in giapponese 綾辻行人 (Kyoto, 23 dicembre 1960) è uno scrittore giapponese di gialli e horror.

## Biografia
Grazie alla sua prima opera The Decagon House Murders (1987) ha dato il via al cosiddetto movimento letterario shinhonkaku mystery. Tra le sue opere principali si annovera la Serie delle magioni, una serie di romanzi la cui trama si snoda attorno ai misteriosi omicidi avvenuti nelle magioni progettate dal defunto architetto Nakamura Seiji. Vanno inoltre ricordate opere quali la serie horror Another (2009, 2013, 2020), Satsujinki (1990, 1993) e Midorogaoka kidan (2008, 2011, 2016). Dal 1986 è sposato con la collega Fuyumi Ono.
Durante il corso di dottorato presso la facoltà di scienze dell'educazione all'Università di Kyoto (portato a termine senza la consegna della tesi finale), nel 1987 fa il suo debutto con  Jukkakukan no satsujin. Dal 1992 inizia a dedicarsi esclusivamente all'attività di scrittore. Nel marzo dello stesso anno, con la quinta opera della ormai affermata Serie delle magioni, Tokeikan no satsujin (1991),  si aggiudica il premio letterario conferito dall'associazione del mystery giapponese. La maggior parte delle sue opere di tipo mystery si caratterizza per i numerosi stratagemmi narrativi e per gli imprevedibili finali a sorpresa; per le opere a stampo horror, invece, denota un chiaro influsso dei generi fantasy e gotico a cui implementa dettagliate descrizione psicologiche dei protagonisti.